# Bo (biskop)
Bo, Boetius, Bowe var en svensk biskop, död 1286. Biskop i Linköping 1285-1286.